# Henri Basset
Pour les articles homonymes, voir Basset.
Henri Basset, né à Lunéville le 7 novembre 1892 et mort à Rabat le 13 avril 1926, est un historien, orientaliste et linguiste français spécialiste de langue et littérature berbère.

## Biographie
Fils de René Basset et frère aîné d'André Basset, Henri Basset entre en 1912 à l'École normale supérieure. Enseignant à l'École supérieure de langue arabe et de dialectes berbères à partir de 1916, il obtient son doctorat en 1920 à la faculté de Lettres d'Alger avec Essai sur la littérature des Berbères et  Le culte des grottes au Maroc et est nommé la même année directeur-adjoint de l'Institut des hautes études marocaines.

## Publications
- Henri Basset, Essai sur la littérature des Berbères, 1920 (Paris: Ibis press - Awal, 2001  (ISBN 2-910728-21-8))
- Henri Basset, Le culte des grottes au Maroc,  Alger: J. Carbonel, 1920 (Clichy: Éd. du Jasmin, 1999  (ISBN 2-912080-13-4))
- J. Campardou, Henri Basset, "Graffiti de Chella", Hespéris I (1921), pp. 87-90, fig.
- Henri Basset, "Les rites de la laine à Rabat", Hespéris II (1922), pp. 139-160
- Henri Basset, Evariste Lévi-Provençal, Chella. Une nécropole mérinide, Paris, E. Larose, 1923
- Henri Basset, "Deux pétroglyphes du Maroc Occidental, région des Zaer", Hespéris III (1923), pp. 141-145, 2 pl.
- Henri Basset, "Le Nouveau manuscrit berbère : le Kitâb el-mawįẓa", Journal Asiatique 1923. I/299-303
- Henri Basset, Henri Terrasse, "La tradition almohade à Marrakech: 1 °. À l'époque mérinide : La mosquée et le minaret de Ben Salîh. Le minaret de Moulay el Ksour : 2 °. À l'époque sa'dienne : La mosquée Mouassin", Hespéris VII (1927), pp. 287-345, fig., pl.
- Henri Basset, Henri Terrasse, "Sanctuaires et forteresses almohades":"I. Tinmel : II. Les deux Kotobîya", Hespéris 4 (1924), pp. 9-2, 181-04; "III. Le Minaret de la Kotobîya", Hespéris V (1925), pp. 311-376; "III. Minaret de la Kotobiya (suite) : IV. Oratoire de la Kotobiya : V. Chaire de la Kotobiya : VI. Mosquée de la Qasba", Hespéris VI (1926), pp. 107-270; "Le ribât de Tît : Le Tasghîmout", Hespéris VII (1927), p. 117–171.
- Henri Basset, Henri Terrasse, "Sanctuaires et forteresses almohades", Paris: Larose, 1932, VIII-483 p.